# Beaufort-sur-Gervanne
Beaufort-sur-Gervanne este o comună în departamentul Drôme din sud-estul Franței. În 2009 avea o populație de 394 de locuitori.

## Evoluția populației
| An        | 1975 | 1982 | 1990 | 1999 | 2006 | 2009 |
| --------- | ---- | ---- | ---- | ---- | ---- | ---- |
| Populație | 267  | 253  | 253  | 312  | 371  | 394  |